# XX. Weltkongress für Sicherheit und Gesundheit bei der Arbeit 2014 – Globales Forum Prävention
Der XX. Weltkongress für Sicherheit und Gesundheit bei der Arbeit 2014 vom 24. bis 27. August 2014 in Frankfurt am Main wurde von der Deutschen Gesetzlichen Unfallversicherung (DGUV) als nationaler Gastgeber in Kooperation mit der Internationalen Arbeitsorganisation (IAO) und der Internationalen Vereinigung für Soziale Sicherheit (IVSS) organisiert. Der Weltkongress 2014 bot Sicherheits- und Gesundheitsexperten, Vertretern von Unternehmen und Beschäftigten, Entscheidungsträgern aus Politik und Behörden, Sozialpartnern sowie allen auf dem Gebiet des Arbeits- und Gesundheitsschutzes Tätigen eine Plattform zum Informations- und Meinungsaustausch. Die etwa 4.000 Teilnehmenden tauschten im Rahmen von Fachveranstaltungen, politischen Foren und Workshops ihre Erfahrungen sowie Praxisbeispiele aus. Ziel des Kongresses war es außerdem, gemeinsam konkrete Ideen zur Förderung von Sicherheit und Gesundheit bei der Arbeit zu entwickeln. Die vier offiziellen Kongresssprachen waren Englisch, Französisch, Spanisch und Deutsch.

## Motto und Hauptthemen
Der Kongress stand unter dem Motto „Unsere Vision: Prävention nachhaltig gestalten“ und gliederte sich in drei Hauptthemen:
1. Präventionskultur – Präventionsstrategien – Vision Zero
2. Herausforderungen für die Gesundheit bei der Arbeit
3. Vielfalt in der Arbeitswelt

## Networking
Um eine nachhaltige Plattform zum Networking zu schaffen, hat die DGUV eine Gruppe bei LinkedIn ins Leben gerufen, um Experten und Gäste des Weltkongresses schon vorab zu vernetzen.

## Geschichte des Weltkongresses
Im Jahre 1955 organisierten die Internationale Arbeitsorganisation (IAO) und die Internationale Vereinigung für Soziale Sicherheit (IVSS) den ersten Weltkongress in Rom. Präventionsexperten und Entscheidungsträger aus aller Welt trafen sich zum ersten Mal auf einem großen internationalen Kongress, bei dem Erfahrungsaustausch und Informationen über neue technische Entwicklungen im Präventionsbereich im Mittelpunkt standen. Als wichtiges globales Forum auf dem Gebiet der Arbeitssicherheit und Gesundheit findet der Weltkongress alle drei Jahre statt. Der XXI. Weltkongress wurde im Jahr 2017 in Singapur abgehalten, während der XXII. Weltkongress im September 2021 erstmals als virtuelle Veranstaltung durchgeführt wurde.